# Кокжира (Зайсанський район)
Кокжира́ (каз. Көкжыра) — село у складі Зайсанського району Східноказахстанської області Казахстану. Входить до складу Даїровського сільського округу.
Населення — 432 особи (2021; 507 у 2009, 565 у 1999, 588 у 1989).
Національний склад станом на 1989 рік:
- казахи — 100 %

До 1998 року село називалося Мужиксу.